# Unió Esportiva Arlequins de Perpinyà
La Unió Esportiva Arlequins de Perpinyà (en francès: Union Sportive Arlequins Perpignan, USAP) és un club de rugbi a 15 de Perpinyà (Rosselló) fundat el 1902. Ha guanyat set vegades el Campionat de França, els anys 1914, 1921, 1925, 1938, 1944, 1955 i 2009, cosa que el converteix en el setè club amb millor palmarès de França, darrere de l'Stade Toulousain, l'Stade Français, l'AS Béziers, el SU Agen i el FC Lourdes, i empatat amb l'Stade Bordelais.
El club es va fundar l'any 1902 com a Association Sportive Perpignanaise, nom que va canviar pel d'US Perpinyà el 1919 i, finalment, el 1933 va adoptar el nom d'Unió Esportiva Arlequins de Perpinyà (USAP).
L'equip va estar de manera ininterrompuda a la primera divisió del rugbi francès entre el 1911 i el 2014, any en què va perdre la categoria i va ser relegat a la ProD2. El seu camp de joc és l'Estadi Aimé Giral, amb capacitat per a 16.500 espectadors. La samarreta porta els colors sang i or de l'escut de Catalunya.
Després de ser campió de la ProD2 el 2018, l'equip va tornar a la divisió d'honor la temporada 2018-2019. Malauradament, la tornada al Top 14 va ser efímera, i, després d'una temporada amb només dues victòries, l'equip va quedar darrer i va tornar a baixar a la ProD2. La temporada 2019-2020, quan era segon de la classificació i estava en posicions de lluitar per l'ascens, es va suspendre la lliga per la pandèmia de COVID-19. La Lliga Nacional de Rugbi francesa va decidir, un cop suspesa la competició, que no hi hauria ascensos ni descensos i va condemnar la USAP a jugar un any més a la ProD2. El juny del 2021 va aconseguir novament ascendir al Top 14 en derrotar el Biarritz Olímpic basc.
A nivell europeu, el club perpinyanès és, amb 11 participacions en la Heineken Cup, el tercer representant de França i el primer català amb més aparicions. En aquesta competició, la USAP va arribar a la final en l'edició del 2003, que va perdre contra l'Stade Toulousain.

## Història
El rugbi arriba a Perpinyà l'octubre del 1886 amb la Union Athlétique du Collège de Perpignan. El primer club civil del Rosselló, el Stade Roussillonnais, es va fundar poc després, l'any 1896, i el 13 de setembre de 1902 es va crear l'avantpassat de l'actual club: l'Association Sportive Perpignanaise (ASP). L'abril del 1903, l'ASP bat l'equip de la Facultat de Veterinària de Tolosa en la lluita pel títol de campió del Sud de Deuxième Série, equiparable a la segona divisió francesa. Entre el 1905 i el 1911, el club va guanyar tots els campionats disputats al Llenguadoc.
El 23 d'abril de 1911, l'ASP es converteix en campiona de la segona divisió francesa a Dole (Jura) en batre per 20-5 el Colombes i accedeix a l'elit del rugbi francès, condició que no perdrà fins al 2014. El 1912 va esclatar un conflicte en el club i el resultat va ser l'escissió promoguda per diversos jugadors i membres, inclòs el capità, Gilbert Brutus, que van crear l'Stade Olympien Perpignanais (SOP).
El setembre del 1912 va arribar com a jugador i entrenador el gal·lès Rowland Griffiths, recent finalista de la final de la lliga francesa amb el Racing Club de França, que va portar el club a disputar una semifinal el 1913 i a guanyar el títol el 1914 contra el Tarbais Stadocest per 8-7. La transformació final que va donar la victòria als catalans la va aconseguir Aimé Giral, que al cap d'uns mesos moriria al front durant la Primera Guerra Mundial i que uns anys més tard va donar nom a l'estadi de la USAP.
Per la seva banda, el SOP va esdevenir campió de França de la segona divisió el 1913. Durant la Primera Guerra Mundial, malgrat la suspensió del campionat, els jugadors no mobilitzats van continuar jugant per l'ASP amb el malnom de Diables Verds de Perpinyà i es van convertir en campions del Llenguadoc el 1916 contra el SOP, que va guanyar el títol l'any següent.

### La primera edat d'or
La guerra va interrompre l'ascensió del club. El 1919, els dos equips de la ciutat es van fusionar i van crear la Union Sportive Perpignanaise (USP). El nou club va adoptar els cèlebres colors blau cel per a la samarreta, blanc per als pantalons i sang i or per als mitjons. Aquest canvi es va fer per homenatjar els jugadors del club morts durant la guerra del 1914 al 1918, ja que el color blau adoptat pel club era el dels uniformes que duien al front.
Va començar una època d'èxit per al club de Perpinyà, que es va consolidar com un dels més importants del campionat francès. El seu millor any va ser el 1921: els quatre equips del club es van proclamar campions del Llenguadoc i els equips I i II van ser campions de França. El seu segon campionat absolut de França el va guanyar davant l'Stade Toulousain a Besiers.
La USP va disputar tres finals consecutives, els anys 1924, 1925 i 1926. Va guanyar la segona enfront de l'AS Carcassonne i va perdre les altres dues contra el seu gran rival occità, el Tolosa. En aquell moment, el club dominava el rugbi a 15 francès, amb tres títols.
Durant aquells anys, a Perpinyà hi havia un segon club de rugbi a 15, el Club des Arlequins Perpignanais. El nom prové del fet que, en els seus inicis, l'equip era molt pobre i els jugadors, propietaris de la samarreta que duien, sovint no la podien canviar quan s'estripava i l'havien d'apedaçar amb trossos de teixit que no sempre eren del color desitjat. D'aquí ve la comparació amb el vestit d'un arlequí.

### De la fusió USP-Arlequins al darrer títol
El 5 de maig de 1933, els dirigents dels dos clubs acorden finalment fusionar-se. És així com neix la Unió Esportista Arlequins de Perpinyà. El 1940 canvia de nom i passa a ser la Unió dels Esports Atlètics Perpinyanesos.
La USAP, com es coneixerà d'ara endavant, disputa dues noves finals, totes dues contra el Biarritz; una la va perdre, el 1935, i l'altra la va guanyar, el 1938. Un cinquè títol coronaria aquest període daurat el 1944, amb victòria contra el Baiona.
Paral·lelament, el Rosselló es va convertir en terra del rugbi a 13 des de la fi de la guerra. Aquest esport, prohibit pel règim de Vichy, es va reviscolar i va seduir el planter de la USAP. Deu campions de França del 1944 van passar així a professionals del rugbi a 13.
Malgrat tot, la USAP es reconstrueix i arriba dues vegades més a la final; el 1952, en què cau derrotada contra el FC Lourdes, que aleshores començava el seu període de domini, i el 1955, en què obté el sisè títol.

### L'època contemporània

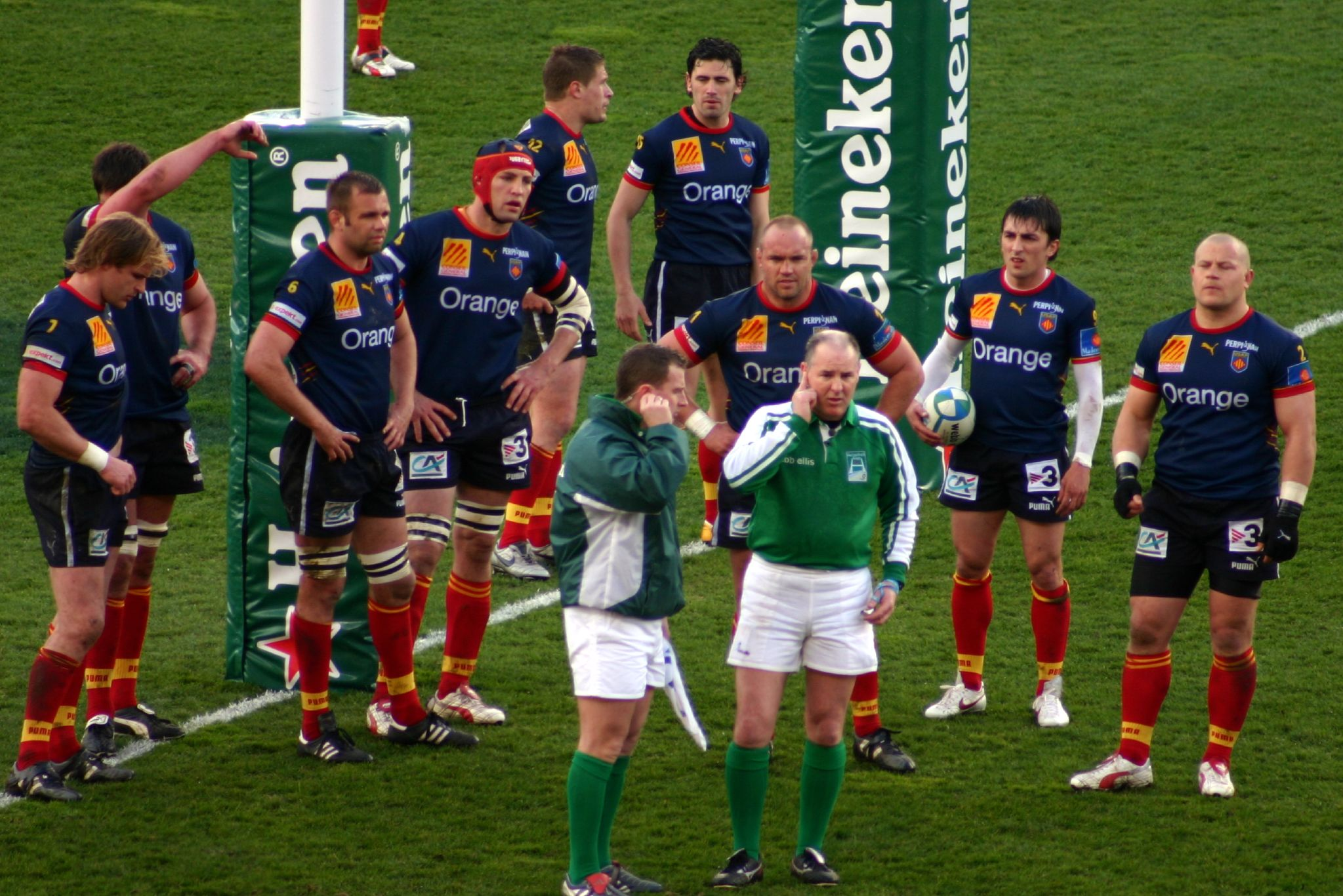
La USAP durant un partit de la Heineken Cup

Tret d'una final perduda el 1977 contra l'AS Béziers, la USAP, pilar de la primera divisió, no desenvolupa durant un temps cap paper important. El darrer títol gran del club és un Challenge Yves du Manoir el 1994. A partir del 1997, el club torna al capdamunt del rugbi a 15 francès, però sense arribar a imposar-se. El 1998 disputa una nova final, la primera a l'Stade de France, guarnit per a l'ocasió amb el vermell i el groc, però perd contra l'Stade Français. Després, el 2000, sota la direcció d'Olivier Saïsset, antic entrenador i jugador de l'AS Béziers, el gran rival occità de proximitat, el club arriba sistemàticament a les fases finals del campionat, i disputa una nova final, el 2004, que perd contra l'Stade Français.
La USAP juga regularment la Copa d'Europa. Després d'una experiència el 1998-99, el club hi participa de manera ininterrompuda des del 2001, amb una final perduda el 2003 contra el Tolosa.
Saisset se'n va del club després de la derrota a la final del campionat del 2004 i el reemplacen Philippe Boher i Philippe Ducousso, que porten la USAP fins a la semifinal del campionat contra el Biarritz la temporada 2005-06 (9-12). El maig del 2006, Ducousso cedeix la plaça a Franck Azéma.
L'any 2002, la USAP va signar un conveni de col·laboració amb el Barcelona Universitari Club, pel qual l'equip de Barcelona passava a anomenar-se USAP-Barcelona. La temporada 2006-2007 va firmar un conveni de col·laboració amb el Barça.
El 6 de juny de 2009, a l'Stade de France de París, la USAP va tornar a aixecar l'escut de Brennus després de guanyar la seva setena lliga, aquesta vegada contra l'ASM Clermont Auvergne occitana, per 22-13. En un estadi ple de gom a gom i amb milers de seguidors catalans a les grades, l'equip de Jacques Brunel va trencar una sequera de més de mig segle gràcies a una magnífica segona part. La USAP, que havia quedat primera a la fase regular de la lliga, jugava la quinzena final en els seus més de cent anys d'història, de les quals n'havia guanyat sis.
Club «de foc», com se l'anomena sovint, per la passió que l'envolta, la USAP no sempre s'ha caracteritzat per l'estabilitat dels seus dirigents. Marcel Dagrenat, home de negocis arribat al club el 1996 i president a partir del 2000, va reeixir a modernitzar-lo i consolidar-lo quan estava amenaçat de perdre la categoria en el pla esportiu i tenia un greu dèficit financer com a entitat professional capaç de posicionar-se en els primers llocs tant a nivell francès com europeu. Va crear el holding USAP Per Sempre, principal accionista del club (amb aproximadament el 80% de les accions), del qual és el president, i també va presidir la societat anònima esportiva professional del club. Però, cansat de les baralles internes, sobretot amb l'associació que administra el sector dels aficionats del club, i criticat per la seva gestió, vista de vegades com a autocràtica, va abandonar el seu lloc l'octubre del 2006. Al cap d'un mes, però, el 23 de novembre del 2006, Dagrenat i el seu equip van tornar a agafar les regnes del holding USAP Per Sempre gràcies a les votacions de l'associació d'antics jugadors de la USAP (Amicale des Anciens), que no tenia més d'un 1% de les accions del holding, però que va ser decisiva. Dagrenat és soci de Jordi Pujol i Ferrusola, fill de l'antic president de Catalunya Jordi Pujol i Soley. El 2012 va arribar a la presidència l'empresari Daniel Besson.
L'equip va estar de manera ininterrompuda a la primera divisió del rugbi francès entre el 1911 i el 2014, any en què va perdre la categoria i va ser relegat a la ProD2. Després de ser campió de la ProD2 el 2018, l'equip va tornar a la divisió d'honor la temporada 2018-2019. Malauradament, la tornada al Top 14 va ser efímera, i, després d'una temporada amb només dues victòries, l'equip va quedar darrer i va tornar a baixar a la ProD2. La temporada 2019-2020, quan era segon de la classificació i estava en posicions de lluitar per l'ascens, es va suspendre la lliga per la pandèmia de COVID-19. La Lliga Nacional de Rugbi francesa va decidir, un cop suspesa la competició, que no hi hauria ascensos ni descensos i va condemnar la USAP a jugar un any més a la ProD2.
El juny del 2021 va aconseguir novament ascendir al Top 14 en derrotar el Biarritz Olímpic basc per 33 a 14; aquesta temporada fou campió de la lliga regular, guanyant 24 dels 30 partits.
A les 2 temporades següents, la USAP va aconseguir mantenir la permanència a la màxima categoria defensant-la a partit únic final. El 2023 va jugar-se la permanència davant del FC Grenoble Rugby, guanyant per 19 a 33.

## Identitat

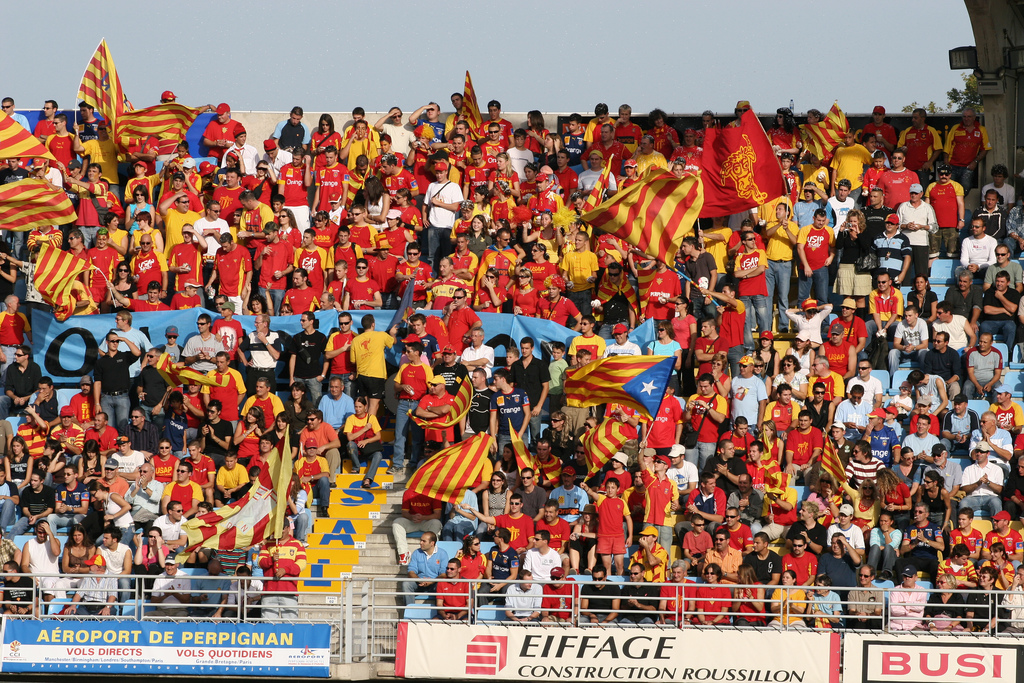
Aficionats de la USAP

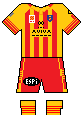
Equipació de la USAP en el partit contra el Toló el maig del 2004 a l'Estadi Olímpic de Montjuïc.

La USAP ha estat tradicionalment una icona catalanista i fins i tot té com a himne del club la cançó L'estaca, de Lluís Llach.
Recentment, el club ha reprès el nom que va portar entre el 1933 i el 1940, Unió Esportista Arlequins de Perpinyà, i ha canviat els colors de la samarreta, que ha passat del blau al sang i or de les armes de Catalunya. La seva divisa, que s'expressa sempre en català, és Sempre endavant, un indici de la forta identitat catalana, cada vegada més reivindicada pel club perpinyanès.
El club mira de desenvolupar el rugbi a 15 a la resta de Catalunya, per això des del 2004 fa convenis de col·laboració amb clubs com el FC Barcelona i dona suport a l'escola de rugbi a 15 blaugrana, supervisada per Georges Coste, antic entrenador de la USAP.
La identitat catalana no ha impedit a la USAP obrir àmpliament les portes a l'adveniment del professionalisme. Una desena de nacionalitats componen actualment la plantilla professional del club.

## Estadi

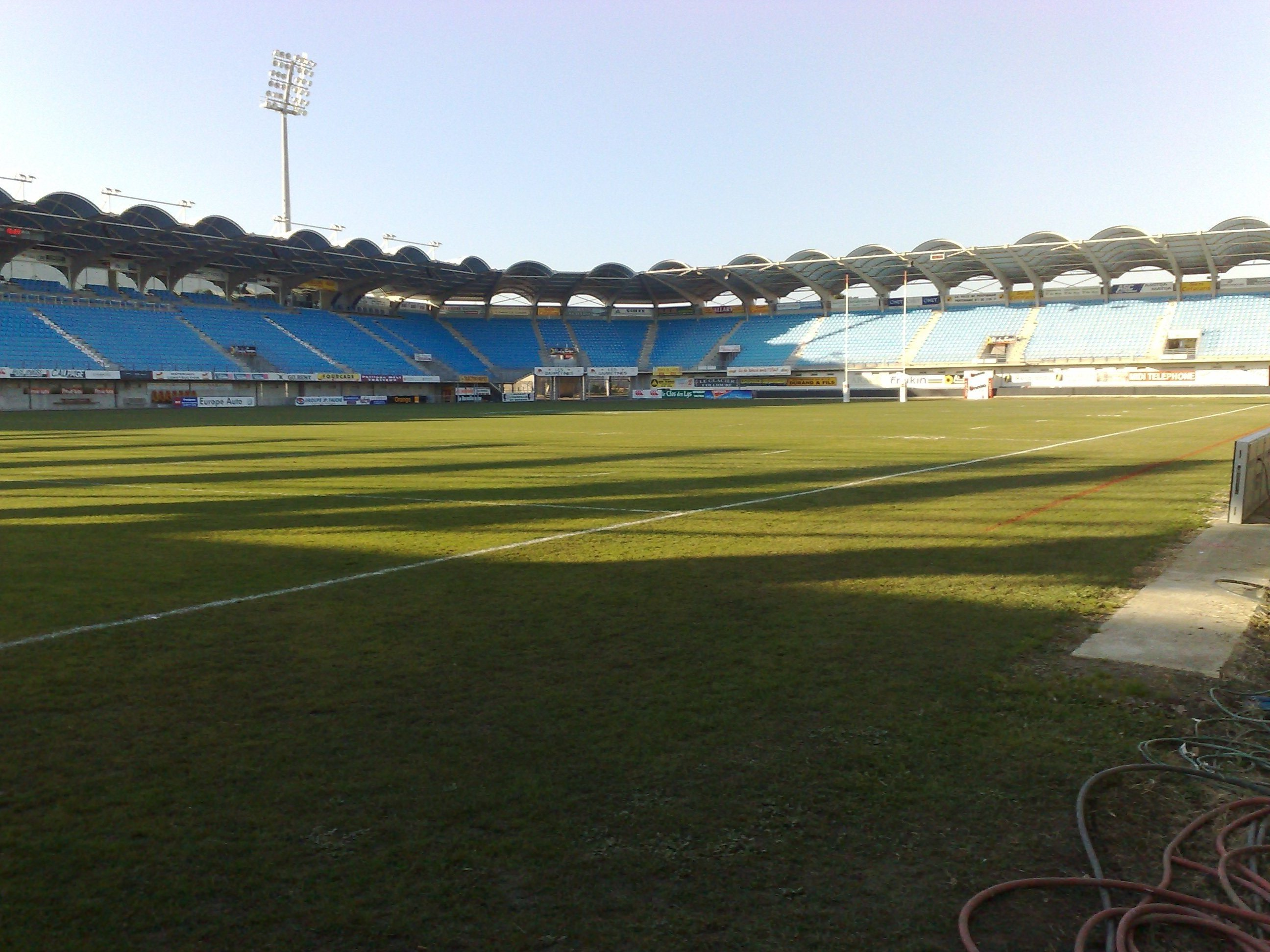
L'estadi Aimé Giral de Perpinyà

La USAP juga a l'estadi Aimé Giral, amb capacitat per a 16.539 espectadors.

## Jugadors emblemàtics i internacionals
La USAP ha aportat nombrosos internacionals al 15 de França (28 en data d'octubre del 2006), entre els quals es poden citar Jep Desclaux (anys 1930 i 1940), Robert Puig-Aubert (1940 i 1950), Jean-François Imbernon (1970 i 1980) i, més recentment, Thomas Lièvremont. El darrer, avui dia, és Vincent Debaty. Un dels jugadors més emblemàtics del club, el capità Bernard Goutta, que va posar fi a la seva carrera professional la temporada 2006-07, va participar en la selecció francesa contra el Canadà el juliol del 2004.
El club va tenir jugadors internacionals amb la selecció francesa com Nicolas Mas, David Marty i Guilhem Guirado.
Entre els estrangers, el pilar Perry Freshwater va jugar amb l'equip d'Anglaterra, i Rimas Álvarez Kairelis, amb l'equip de l'Argentina. En la pretemporada 2007-2008, la USAP va fer un gran cop d'efecte en el mercat de les transferències en reclutar el darrere dels campions del món del 2007, el sud-africà Percy Montgomery.
En la pretemporada 2008-2009, la USAP torna a revolucionar el mercat dels fitxatges quan fa signar l'obertura dels All Blacks Daniel Carter, amb l'inconvenient, tanmateix, que només va jugar la segona meitat de la temporada.
En la temporada 2011-2012, l'internacional de Gal·les James Hook va firmar per tres anys, just després de la Copa del Món.
Actualment la USAP té en Posolo Tuilagi , fill de l'antic jugador de la USAP Henry Tuilagi, que juga per la selecció francesa.

## Palmarès
- Copa d'Europa de rugbi a 15
  - Finalista: 2002-03
- Campionat de França de rugbi a 15: 1914, 1921, 1925, 1938, 1944, 1955, 2009
  - Finalista: 1924, 1926, 1935, 1939, 1952, 1977, 1998, 2004, 2010
- Challenge Yves du Manoir: 1935, 1955, 1994
  - Finalista: 1936, 1937, 1938, 1956, 1965
- Challenge Antoine Béguère : 1988
  - Finalista: 1967
- Copa Pirineus de rugbi: 1964-65
  - Finalista: 2002-03
- Challenge Paul Roca: 1953
- Campionat francès de segona divisió : 1911 (enfront de la US Doloise, 20-5), 2018, 2021
- Campionat del Sud: 1903 (enfront de l'École Vétérinaire de Tolosa, 8-6)

## Finals disputades per la USAP

### Campionat francès de rugbi a 15
| Data               | Vencedor              | Finalista             | Marcador | Seu                                             | Espectadors |
| ------------------ | --------------------- | --------------------- | -------- | ----------------------------------------------- | ----------- |
| 3 de maig de 1914  | AS Perpinyà           | Stadoceste Tarbais    | 8-7      | Estadi dels Ponts Bessons, Tolosa de Llenguadoc | 15.000      |
| 17 d'abril de 1921 | US Perpinyà           | Stade Toulousain      | 5-0      | Parc des Sports de Sauclières, Besiers          | 20.000      |
| 27 d'abril de 1924 | Stade Toulousain      | US Perpinyà           | 3-0      | Parc Lescure, Bordeus                           | 20.000      |
| 3 de maig de 1925  | US Perpinyà           | AS Carcassonne        | 5-0 1    | Maraussan, Narbona                              | 20.000      |
| 2 de maig de 1926  | Stade Toulousain      | US Perpinyà           | 11-0     | Parc Lescure, Bordeus                           | 25.000      |
| 12 de maig de 1935 | Biarritz Olympique    | USA Perpinyà          | 3-0      | Estadi dels Ponts Bessons, Tolosa de Llenguadoc | 23.000      |
| 8 de maig de 1938  | USA Perpinyà          | Biarritz Olympique    | 11-6     | Estadi dels Ponts Bessons, Tolosa de Llenguadoc | 24.600      |
| 30 d'abril de 1939 | Biarritz Olympique    | USA Perpinyà          | 6-0 AP   | Estadi dels Ponts Bessons, Tolosa               | 23.000      |
| 26 de març de 1944 | USA Perpinyà          | Aviron Bayonnais      | 20-5     | Parc des Princes, París                         | 35.000      |
| 4 de maig de 1952  | FC Lourdes            | USA Perpinyà          | 20-11    | Estadi Municipal, Tolosa                        | 32.500      |
| 22 de maig de 1955 | USA Perpinyà          | FC Lourdes            | 11-6     | Parc Lescure, Bordeus                           | 39.764      |
| 29 de maig de 1977 | AS Béziers            | USA Perpinyà          | 12-4     | Parc des Princes, París                         | 41.821      |
| 16 de maig de 1998 | Stade Français        | USA Perpinyà          | 34-7     | Stade de France, Saint-Denis (Sena Saint-Denis) | 78.000      |
| 26 de juny de 2004 | Stade Français        | USA Perpinyà          | 38-20    | Stade de France, Saint-Denis                    | 79.722      |
| 6 de juny de 2009  | USA Perpinyà          | ASM Clermont Auvergne | 22-13    | Stade de France, Saint-Denis                    | 79.205      |
| 29 de maig de 2010 | ASM Clermont Auvergne | USA Perpinyà          | 19-6     | Stade de France, Saint-Denis                    | 79.869      |

¹ Una primera final es va disputar el 26 d'abril de 1925 a l'Stade des Ponts Jumeaux de Tolosa, amb el resultat de 0-0 AP.

### Challenge Yves du Manoir
| Data                           | Vencedor           | Finalista             | Marcador | Seu                                                |
| ------------------------------ | ------------------ | --------------------- | -------- | -------------------------------------------------- |
| 17 de març 1935 7 d'abril 1935 | USA Perpinyà       | AS Montferrandaise    | 3-3 6-0  | Toló Stade des Ponts Jumeaux, Tolosa de Llenguadoc |
| 8 de març 1936                 | Aviron bayonnais   | USA Perpinyà          | 9-3      | Stade des Ponts Jumeaux, Tolosa de Llenguadoc      |
| 25 d'abril 1937                | Biarritz olympique | USA Perpinyà          | 3-0      | Stade des Ponts Jumeaux, Tolosa de Llenguadoc      |
| 8 de març 1938                 | AS Montferrandaise | USA Perpinyà          | 23-10    | Toló                                               |
| 29 de maig 1955                | USA Perpinyà       | SC Mazamet            | 22-11    | Stade des Ponts Jumeaux, Tolosa de Llenguadoc      |
| 29 de maig 1965                | US Cognac          | USA Perpinyà          | 5-3      | Parc des Princes, París                            |
| 4 de juny 1994                 | USA Perpinyà       | ASM Clermont Auvergne | 18-3     | Stade Maurice Boyau, Dacs                          |

### Challenge Antoine Béguère
| Data | Vencedor     | Finalista    | Marcador | Seu                          |
| ---- | ------------ | ------------ | -------- | ---------------------------- |
| 1967 | FC Lourdes   | USA Perpinyà | 8-0      | Stade Antoine-Béguère, Lorda |
| 1988 | USA Perpinyà | FC Lourdes   | 36-3     | Stade Antoine-Béguère, Lorda |

### Copa d'Europa de rugbi a 15
| Data            | Vencedor         | Finalista    | Marcador | Seu                    | Espectadors |
| --------------- | ---------------- | ------------ | -------- | ---------------------- | ----------- |
| 24 de maig 2003 | Stade Toulousain | USA Perpinyà | 22-17    | Lansdowne Road, Dublín | 28.600      |

## Transferències 2010/11
| Arribades - Kevin Boulogne (Sporting Club Albigeois) - Julien Fritz (Lyon OU) - Manny Edmonds (Aviron Bayonnais Rugby Pro) - Rudi Coetzee (Club sportif Bourgoin-Jallieu rugby) | Sortides - Sébastien Chobet (Montpellier Hérault rugby) - Nicolas Durand (Racing Métro 92) |

## Transferències 2011/12
| Arribades - Jacques Delmas, entrenador - James Hook, mig d'obertura - Danie Thiart, pilar (rugbi) - Ryan Cross, Centre (rugbi) | Sortides - Jacques Brunel, entrenador - Manny Edmonds, mig d'obertura |

## Jugadors destacats
per ordre cronològic
| - Félix Barbe - Aimé Giral - Fernand Vaquer - Joseph Pascot - Joseph Desclaux - Marcel Baillette - Roger Ramis - Eugène Ribère - Jean Galia - Raoul Got - Paul Porical - Jacques Palat - Robert Puig-Aubert - André Sanac - Joseph Sayrou - Jo Maso - Jean-Michel Esponda | - Jean-François Imbernon - Barend Britz - Thomas Lièvremont - Mike James - Thierry Lacroix - Bernard Goutta - Michel Konieck - Pascal Bomati - Manny Edmonds - Christophe Manas - Frédéric Cermeno - Percy Montgomery - Christophe Porcu - Nicolas Durand - Nathan Hines - Chris Cusiter - Viliami Vaki | - Dan Carter - Steve Meyer - Samueli Naulu - Olivier Olibeau - Rimas Álvarez Kairelis - Perry Freshwater - Gregory Le Corvec - Damien Chouly - Julien Candelon - Jean-Philippe Grandclaude - Nicolas Laharrague - Maxime Mermoz - Marius Tincu - Ovidiu Tonița - Jérôme Porical - Gerrie Britz - Nicolas Mas | - David Mele - Adrien Planté - Jérôme Schuster - Farid Sid - Robins Tchale-Watchou |

## Entrenadors destacats
| - Gilbert Brutus - Joseph Desclaux - Georges Coste | - Alain Hyardet - Olivier Saïsset - Philippe Boher | - Philippe Ducousso - Franck Azéma - Jacques Brunel | - Bernard Goutta - Christophe Manas |

## Himnes
- El cant de la USAP és el nou himne del club. Aquesta cançó es va crear la temporada 2007-2008. Hi ha altres himnes no oficials, com L'estaca.
- L'estaca, de Lluís Llach, és l'himne no oficial del club.
- Els hi fotrem, de Jordi Barre.

## USAP XV femení
El 2008, arran d'un desacord amb la Municipalitat de Toluges, el club de rugbi USAT XV Toulouges, exclusivament per a dones i que en aquella data havia estat quatre vegades campió de França (2004, 2005, 2006 i 2008), es va convertir en la secció femenina de la USAP.
Així, la USAP i el Montpellier Hérault Rugby són dos clubs que tenen dos equips d'elit, en la divisió masculina (Top 14) i en la femenina.
Després de ser finalistes el 2009, en què van perdre per 19-16 contra el Montpellier Hérault Rugby, les dones de la USAP es van proclamar campiones de França el 2010 derrotant el Montpellier Hérault Rugby per 26-5.

## Grups de suport[13]
- Els Angelets de la Terra
- Les Barretines
- La Penya dels Aspres
- Les Arlequins
- La Bronca 2003
- La Lleganya[Enllaç no actiu]
- Els de Tolosa amb la USAP (penya de Tolosa)
- Els de París amb la USAP Arxivat 2005-01-29 a Wayback Machine.
- Els Arrels de la USAP
- Els Amics de Pesillà
- Les Ultras de la USAP
- Les Farfadets
- Penya Sang i Or amb la USAP
- Les Us@pistes
- Les Catalans de Paris
- Colla USAP
- Penya de l'Aude
- Penya Varoise de la USAP
- BUC
- Penya la Lleganya de Vilanova i la Geltrú
- Penya Usapista Els Valencians